# Ligne 3 du métro de Foshan
La ligne 3 du métro de Foshan est une ligne de métro à Foshan, dans le Guangdong, en Chine. Partie du métro de Foshan, elle a ouvert le 28 décembre 2022. Elle est longue de 40,7 kilomètres.

## Historique

### Chronologie
- 28 décembre 2022, mise en service des 40,7 km, Zhen’an - Gare du Collège-de-Shunde[1].
- 23 août 2024: Mise en service de la 2e phase. Donné que Dunhou (zh) et la Gare TGV de Foshan (zh) restent fermées à cause de la construction de l’LGV Canton–Zhanjiang (zh), la ligne 3 est coupée en deux sections: La section entre le Gare du Collège-de-Shunde et le Parc Sun Yat-Sen (zh), et la section entre Lianhe (zh) et l’Université de Foshan (zh)[2],[3]

### Histoire
La première section de la ligne 3 du métro de Foshan, longue de 40,7 km dessert 22 stations. Les rames font le trajet dans sa totalité en environ 55 minutes. En période de pointe les rames se succèdent toutes les 5 minutes et 43 secondes et hors période de pointe toutes les 8 minutes et 34 secondes. La vitesse maximum du métro est de 100 km/h. Les stations sont équipées de portes palières, avec un système « anti-serrage » et chaque quai dispose d'une porte plus large pour l'accessibilité des personnes à la mobilité réduite et les bagages volumineux. Cette porte est équipée d'un système de reconnaissance faciale pour fluidifier l'accès.

## Infrastructure

### Stations
|  |   |  | Code        | Station                                            | Ville  | Commune   | Correspondances      |
|  | - |  | ----------- | -------------------------------------------------- | ------ | --------- | -------------------- |
|  | ■ |  | F3-38       | Université de Foshan                               | Foshan | Nanhai    |                      |
|  | • |  | F3-37       | Ville universitaire de Nanhai                      | Foshan | Nanhai    |                      |
|  | • |  | F3-36       | Route Bo’ai-Millieu (zh)                           | Foshan | Nanhai    |                      |
|  | • |  | F3-35       | Route Kesheng (zh)                                 | Foshan | Nanhai    |                      |
|  | • |  | F3-34       | Route Xingye-Est (zh)                              | Foshan | Nanhai    |                      |
|  | • |  | F3-33       | Gare de Foshan-Ouest (zh)                          | Foshan | Nanhai    | TGV Interurbain (zh) |
|  | • |  | F3-32       | Luocun (zh)                                        | Foshan | Nanhai    |                      |
|  | • |  | F3-31       | Xiaode-Est (zh)                                    | Foshan | Nanhai    |                      |
|  | ■ |  | F3-30       | Lianhe (zh)                                        | Foshan | Nanhai    |                      |
|  | • |  | F3-29       | Gare TGV de Foshan (zh)                            | Foshan | Chancheng | TGV                  |
|  | • |  | F3-28       | Dunhou (zh)                                        | Foshan | Chancheng |                      |
|  | ■ |  | F3-27       | Parc Zhongshan (zh)                                | Foshan | Chancheng |                      |
|  | • |  | F3-26       | Diejiao (zh)                                       | Foshan | Nanhai    |                      |
|  | • |  | F3-25       | Xiyue (zh)                                         | Foshan | Nanhai    |                      |
|  | • |  | F3-24 GF-11 | Guicheng                                           | Foshan | Nanhai    | Guangfo              |
|  | • |  | F3-23       | Zhen’an                                            | Foshan | Chancheng |                      |
|  | • |  | F3-22       | Route Jihua-6                                      | Foshan | Chancheng |                      |
|  | • |  | F3-21       | Parc des arts asiatiques                           | Foshan | Chancheng |                      |
|  | • |  | F3-20       | Wanhua                                             | Foshan | Chancheng | Foshan 2             |
|  | • |  | F3-19       | Dongping                                           | Foshan | Shunde    | Guangfo              |
|  | • |  | F3-18       | Dadun (zh)                                         | Foshan | Shunde    |                      |
|  | • |  | F3-17       | Yuebu (zh)                                         | Foshan | Shunde    |                      |
|  | • |  | F3-16       | Centre de congrès et d’expositions de Tanzhou (zh) | Foshan | Shunde    |                      |
|  | • |  | F3-15       | Gare de Beijiao–Ouest                              | Foshan | Shunde    | Interurbain (zh)     |
|  | • |  | F3-14       | Gaocun (zh)                                        | Foshan | Shunde    |                      |
|  | • |  | F3-13       | Parc Beijiao                                       | Foshan | Shunde    | Canton 7             |
|  | • |  | F3-12       | Guangjiao (zh)                                     | Foshan | Shunde    |                      |
|  | • |  | F3-11       | Lunjiao                                            | Foshan | Shunde    |                      |
|  | • |  | F3-10       | Licun (zh)                                         | Foshan | Shunde    |                      |
|  | • |  | F3-09       | Hôpital populaire n°1 de Shunde                    | Foshan | Shunde    |                      |
|  | • |  | F3-08       | Huanshi-Nord (zh)                                  | Foshan | Shunde    |                      |
|  | • |  | F3-07       | Clocher de Daliang                                 | Foshan | Shunde    |                      |
|  | • |  | F3-06       | Route Dongle (zh)                                  | Foshan | Shunde    |                      |
|  | • |  | F3-05       | Route Jurong-Nord (zh)                             | Foshan | Shunde    |                      |
|  | • |  | F3-04       | École secondaire n°1 de Shunde                     | Foshan | Shunde    |                      |
|  | • |  | F3-03       | OCT Harbour Plus de Shunde (zh)                    | Foshan | Shunde    |                      |
|  | ■ |  | F3-02       | Gare du Collège-de-Shunde                          | Foshan | Shunde    | Interurbain (zh)     |

1. ↑  Pour alléger le tableau, seules les correspondances existantes avec les transports guidés ou en site propre (métros, trains, tramways, téléphériques, BHNS, etc..) sont données. Les autres correspondances, notamment les lignes de bus autres que les BHNS, sont reprises dans les articles de chaque station.